# Nécropole nationale de Craonnelle
Pour un article plus général, voir Sites funéraires et mémoriels de la Première Guerre mondiale (Front Ouest).
La nécropole nationale de Craonnelle est un cimetière militaire de la Première Guerre mondiale situé sur le territoire de la commune de Craonnelle dans le département de l'Aisne sur une pente en bordure de la RD 18 entre Craonnelle et Craonne.

## Caractéristiques
La nécropole nationale de Craonnelle a été créée en 1920. Sur une superficie de 1,08 ha, elle rassemble 3 934 corps dont 2 052 inhumés dans des tombes individuelles et 1 882 en ossuaires. Les soldats qui reposent en ce lieu ont été tués au cours des combats qui se sont déroulés sur le Chemin des Dames, de 1914 à 1918.
Se trouvent également dans le cimetière, les tombes de 24 soldats britanniques, dont 7 ont été identifiés, ainsi que celles de 2 soldats belges.

## Images

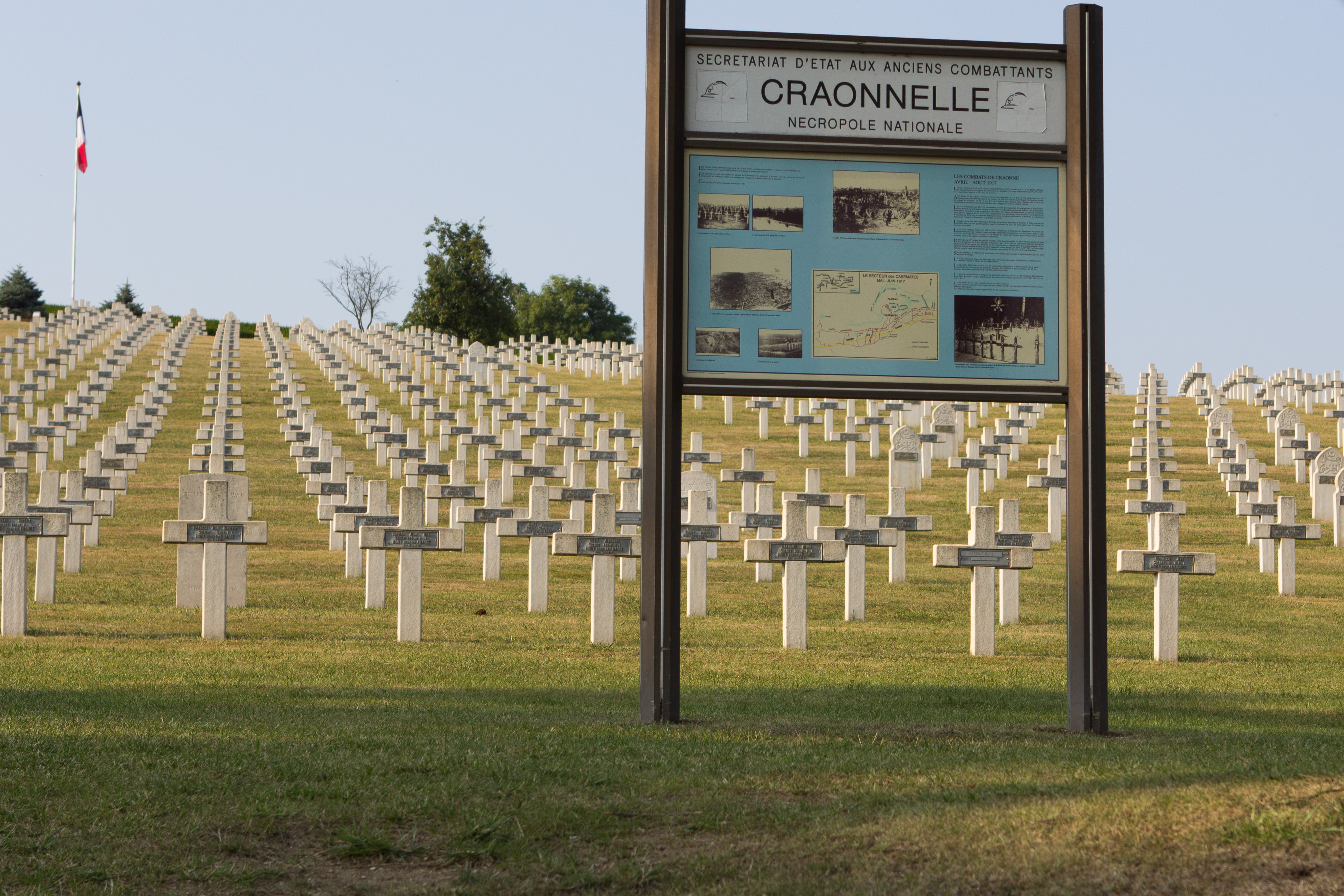
Panneau d'entrée
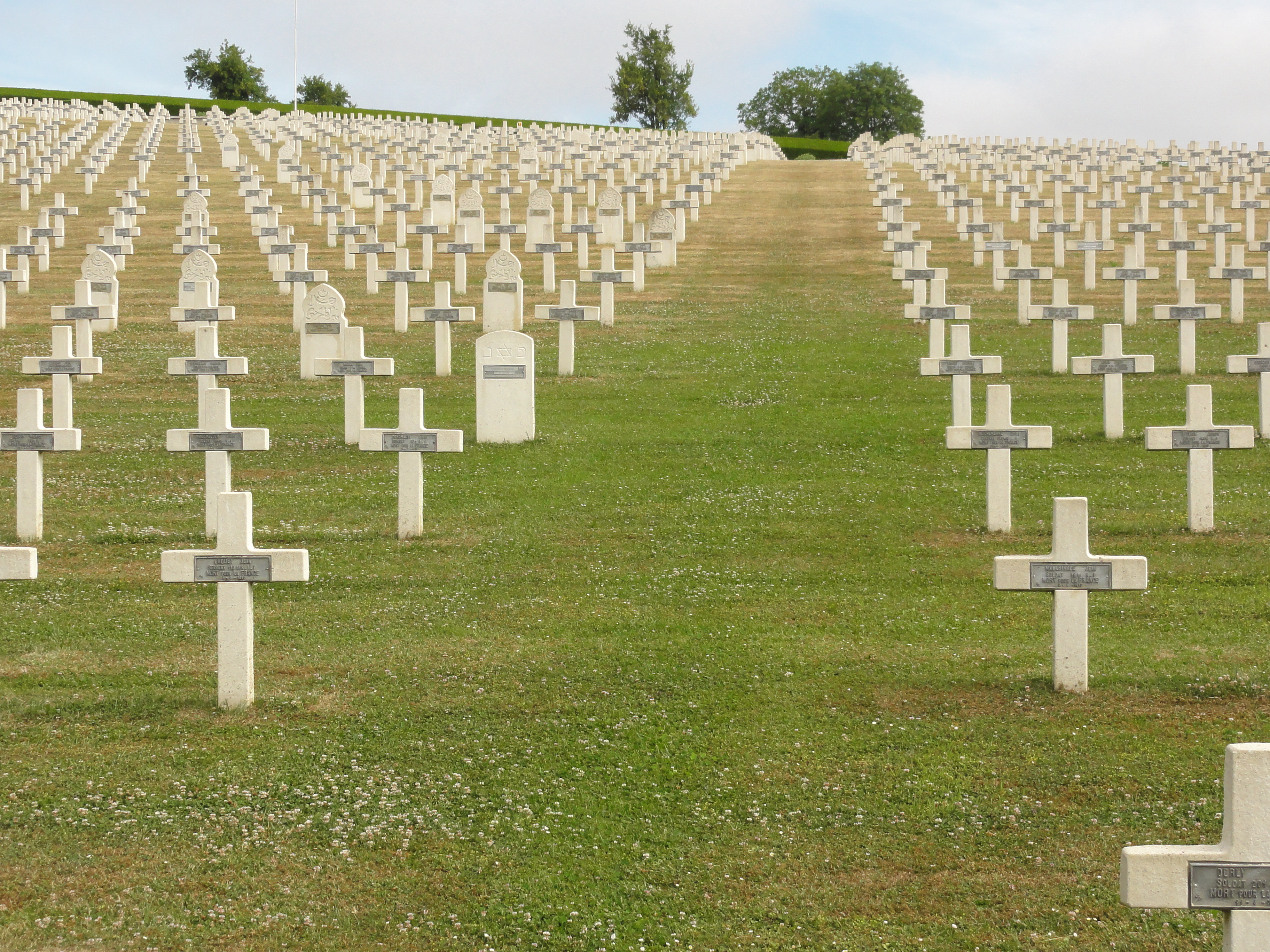
Vue d'ensemble
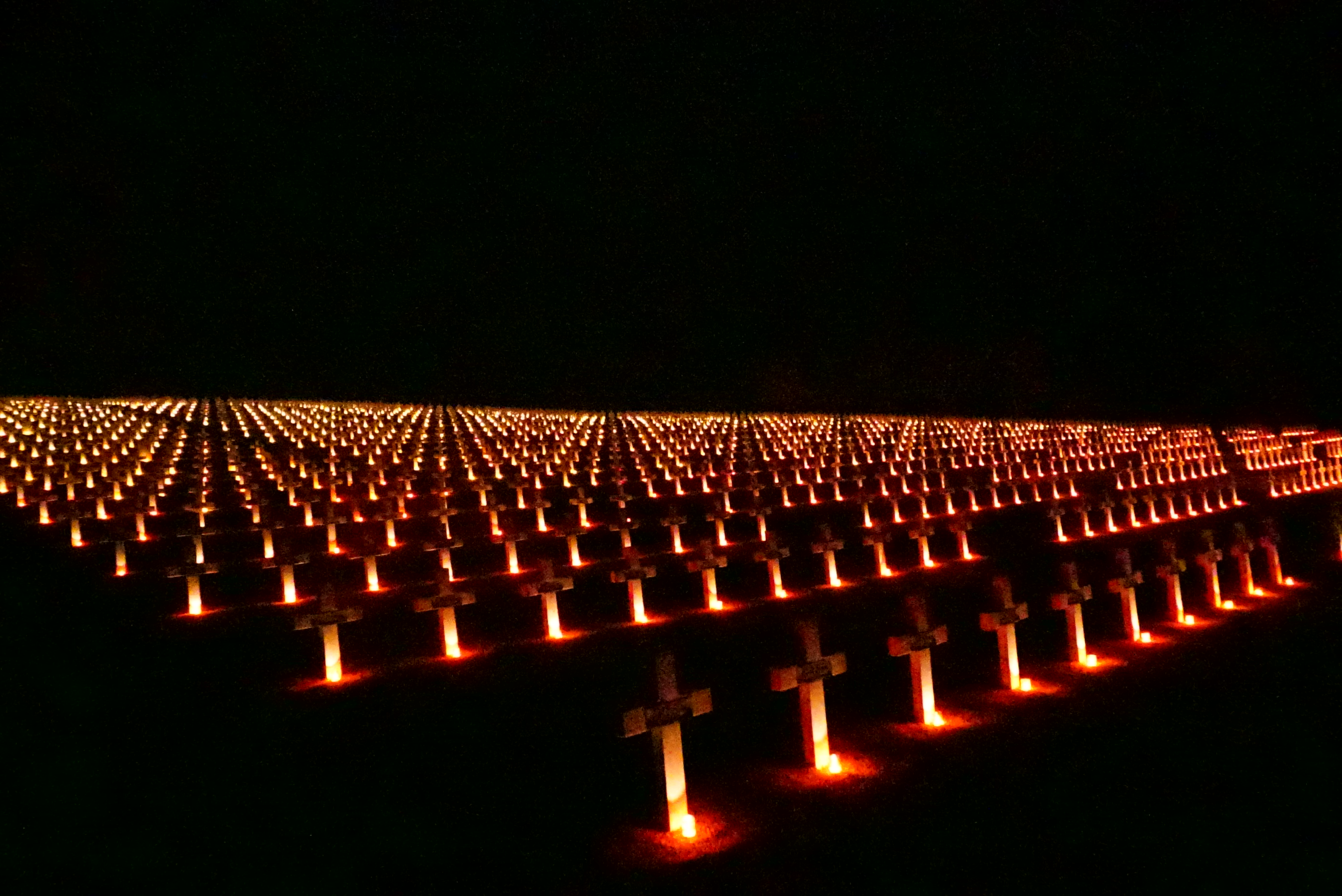
16 avril 2016, commémoration de l'offensive Nivelle.
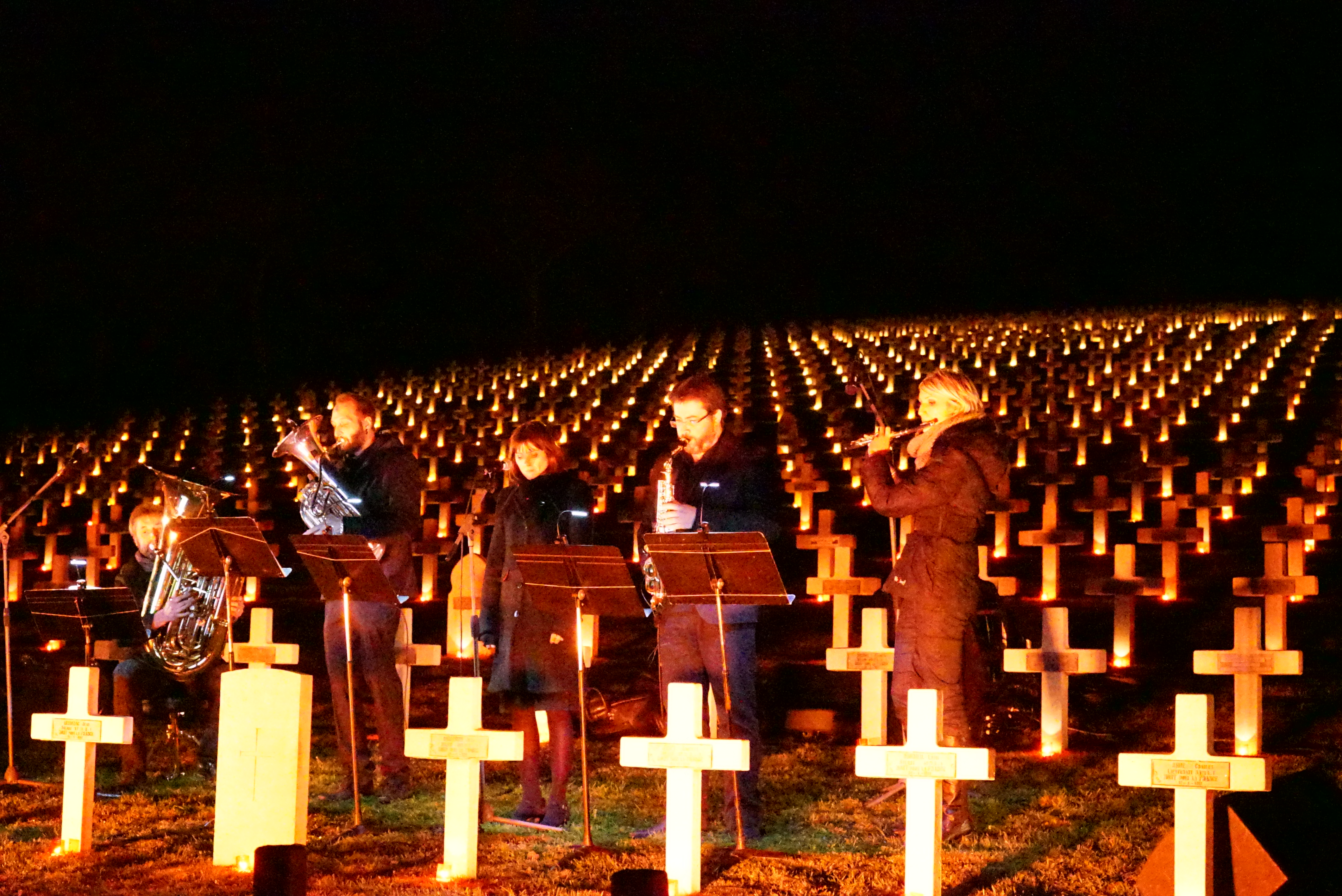
16 avril 2016, Cérémonie de commémoration de l'offensive Nivelle.

## Mémoire
Chaque 16 avril est commémoré l'Offensive Nivelle par des animations tout au long de la journée.

## Personnalités inhumées à la Nécropole
- Olivier-Hourcade (1892-1914), poète, Mort pour la France le 21 septembre 1914